# 가루지기타령
《가루지기타령》은 판소리 중 하나이다. 일명 변강쇠타령, 횡부가(橫負歌)라고도 한다. “가루지기”는 시체 등을 “가로로 지고(橫負) 간다”라는 뜻으로 장례와 관련이 있다.
이 소리는 《관우희》 중에 들어 있고 판소리 원로의 한 사람이며, 8명창의 한 사람인 송흥록(宋興祿)이 〈변강쇠가〉를 잘 하였다는 서술이 정노식(鄭魯湜)의 《조선창극사》에 보이는 것으로 보아, 1810년 이전부터 불려온 창본임을 알 수 있다.
내용은 음탕한 변강쇠와 음녀인 옹녀의 난음한 생활과 변강쇠의 장례에 관한 내용인데, 표면적으로는 성(性)과 육체를 부정한 듯한 내용이면서도 내면적으로는 오히려 그것을 긍정하려는 것같이 보이며, 실학 사상의 영향을 받은 흔적이 엿보인다.
다만 가루지기타령의 원형은 전하지 않고, 유일한 창본인 신재효본을 바탕으로 복원한 《변강쇠가》가 가끔 공연되고 있다.

## 신재효본
《변강쇠가》는 신재효가 실전(失傳) 판소리 〈변강쇠타령〉을 사설로 정리한 것이다. 19세기 후반까지만 해도 판소리로 전승되고 있었던 듯하나 20세기 들어서는 부르는 사람이 거의 없게 되었고, 고소설 형태로도 전환되지 못하고 거의 사라졌다. 유일하게 신재효의 사설만이 전한다. 하지만 이 작품은 창극이나 마당극으로는 종종 상연되며 만화나 영화로도 제작된 바 있다. 여타의 판소리계 소설과는 차별화된 과정으로 이어지고 있는 이유로 다음과 같은 특징이 제시된다.
《변강쇠가》는 괴상망측하고 음란한 내용의 작품이다. 작품을 읽어보지 않은 사람들도 주인공인 ‘변강쇠’와 ‘옹녀’는 익히 알고 있다. 그들이 정력가와 색골의 캐릭터로 널리 인식되고 있기 때문이다. 그렇기에 양반이나 부녀자가 감상하기에는 부적절하게 여겨져 판소리가 확대되는 과정에서 도태되었던 것으로 보인다. 그러나 현대에 와서 다시 재창조되는 것은 단지 노골적인 주인공 캐릭터 때문만은 아니다. 작품은 조선 후기 사회에서 발생한 유랑민이 유랑에도 실패하고 정착에도 실패하여 패배하고 죽어갔던 사회적 현실을 반영하고 있다. 표면적으로 드러나는 변강쇠의 무지와 심술 이전에 그가 그렇게 될 수밖에 없었던 안타까운 사회적 현실이 밑바탕에 깔려 있는 것이다.
또 《변강쇠가》에서 주목되는 점은 예술 작품에서 금기로 여기는 ‘성(性)’과 ‘죽음’을 노골적으로 다루고 있다는 점이다. 작품의 시작부터 옹녀의 남편들이 죽어나가기 시작하고, 동네에서 쫓겨난 옹녀가 유랑하다 만난 강쇠와는 관계 장면이 노골적으로 묘사되기도 한다. 뿐만 아니라 강쇠가 장승에게 징벌을 받을 때, 온갖 징그러운 병이 나열되고, 계속해서 죽어나가는 송장의 모습도 계속 묘사된다.
《변강쇠가》는 매우 괴이하고 끔찍하여 사람을 놀라게 하는 작품이라 자칫 작품의 본질을 보지 못할 수 있으며, 당시 사회상과 인물의 처지를 곰곰이 생각하며 표면적인 내용 아래 감춰진 깊은 의미를 찾아봐야 한다고도 한다.

## 기타
변강쇠가 콜레라로 추정되는 괴질에 걸려 죽었다는 의견도 있다. 판소리 내용상으로 장승에게 동티가 나서 죽은 것으로 되어 있다. 하지만 변강쇠로부터 초상살을 맞아 죽은 사람들이 보인 증세는 전형적인 콜레라 감염 증상이기 때문이다.

## 참고 자료
- 김창진 역, 지만지, ISBN 9788962283679